# Château de Creil
Le château de Creil est un ancien château fort et une ancienne résidence royale située à Creil dans le département de l'Oise en région Hauts-de-France. Il en reste aujourd'hui à peu près un quart de son extension médiéval maximale.

## Localisation
Creil est située dans le bassin parisien, au sud de la Picardie. Elle est située historiquement à la limite entre le Valois et le Beauvaisis, mais rattachée le plus souvent au Beauvaisis.
Le site originel de Creil est un ancien gué sur la rivière Oise, au niveau de l'île Saint-Maurice et en contrebas d'un plateau dominant la vallée. La ville s'est développée au débouché de trois trouées descendant du plateau, rive gauche, puis, au XIXe siècle, s'est étendue sur la rive droite, plus large et plate. Le point le plus bas est situé au niveau de la rivière, en aval de la ville, à 25 m d'altitude. Le point le plus haut est située dans la forêt de la Haute-Pommeraie, à 129 m de haut.
S'appuyant sur l'île Saint-Maurice, un pont est construit sur l'Oise, au carrefour des routes Paris-Clermont et Beauvais-Senlis. Le château surveillait ce point de passage stratégique.

## Historique
La première indication de l'existence de la ville date de 633 environ. À cette date, selon la Vie de saint Éloi, écrite par Dadon de Rouen, le roi mérovingien Dagobert Ier y reçoit l'hommage du roi breton Judicaël.
Le Payen de Flacourt (auteur du XIXe siècle), confirme cette idée que Creil est le lieu d’une petite ville de Dagobert Ier, proche des lieux de chasses des forêts de Senlis et de Verneuil. Le château de Creil aurait servi, après 879 à la mort de Louis II le Bègue, pour le comte de Paris (Conrad) et l’abbé de Saint-Denis (Gozelin), à favoriser Louis le Germanique dans le cadre du conflit dynastique entre les descendants pour l’héritage impérial de Charlemagne. Louis III, successeur de Louis le Bègue y a essuyé une petite rébellion, dont les protagonistes le considéraient comme usurpateurs. En 944, une église collégiale, « à l’architecture ogivale » (selon Eugène Woillez), est construite à proximité du château pour accueillir les reliques de Saint-Evremont, apportées de Normandie par l’évêque de Seez.
Jusqu'au Xe siècle, le nom de Creil a varié dans les écrits et dans le temps. Loup, abbé de Ferrières (IXe siècle) écrit Credilicum pour évoquer le lieu, quand dans les anciennes chartes il s’agissait de Creel. Dans ce dernier cas, Creel désignait une petite ville formée par l’agglomération de maisons autour du château. Enfin, Dudon, doyen de Saint-Quentin (XIe siècle) dans Histoire de Normandie, nomme le château « Crethenltense Castrum ».

### Époque médiévale
Au Xe siècle, un château appartenant aux seigneurs de Senlis est mentionné sur l'actuelle île Saint-Maurice. Sous le règne de Philippe Ier (XIe siècle), Creil appartient au comte de Clermont. Au XIIe siècle, Raoul Ier qui est alors le maître du domaine y fait construire une maladrerie qui est consacrée par l’évêque de Beauvais. Tout à la fin du XIIe siècle, le 23 janvier 1197, la fille aînée de Raoul Ier de Clermont, Catherine de Clermont, va affranchir les habitants par une charte communale.
Ils demeureront libres jusqu’à l’annexion de Philippe II Auguste, roi de France, lorsqu’il devient comte de Clermont et administre directement le domaine. En 1269, le Louis Ier, duc de Bourbon, reçoit le château. Charles le Bel y nait en juin 1294.

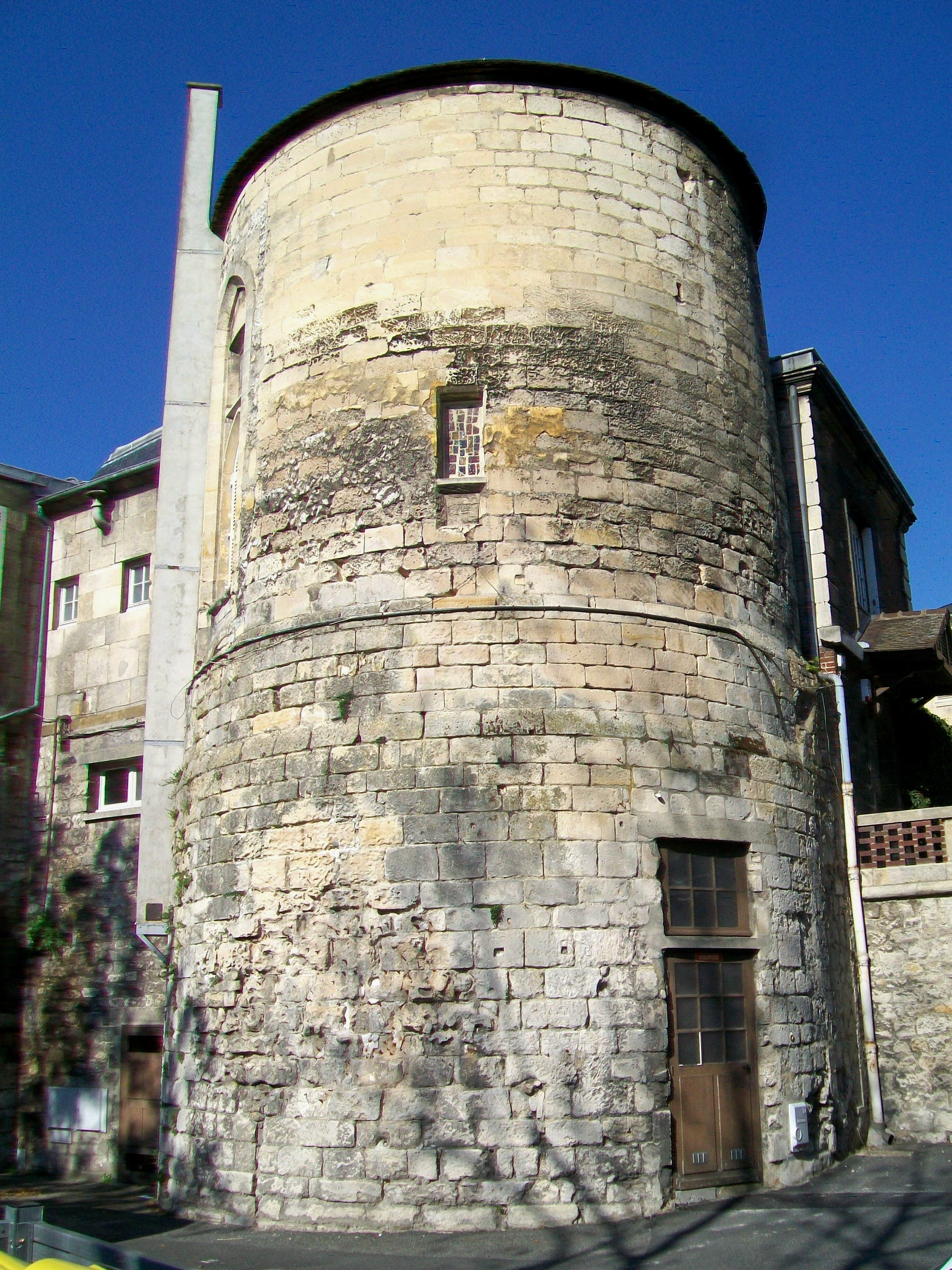

Au milieu du XIVe siècle, Béatrix, fille du duc de Bourbon, qui a pour époux le roi de Bohême, hérite de la cité. Payen de Flacourt explique que, « une inscription placée sur un monument au milieu de l’une des promenades de Creil retrace la reconnaissances des habitants pour les bienfaits de cette vertueuse princesse ». Cette plaque semble avoir disparu. Béatrix vend, en 1374, Creil au roi de France, Charles V le Sage. Le duc de Bourbon tente de s’y opposer mais ne parviendra à rien malgré les procès.
Pendant la Jacquerie, le roi de Navarre Charles le Mauvais et ses alliés anglais prennent possession du château en 1358.
Charles V (1337-1380) décide d'incorporer définitivement Creil au domaine royal. Il détache donc la châtellenie du comté de Clermont, le 15 janvier 1374. Il fait construire un nouveau château à Creil qu’il habita un temps, sur l’île Saint-Maurice, à proximité immédiate de la collégiale. Il offre un point de vue privilégié pour surveiller les environs. Dès 1377, il y fait réaménager un pont-levis, flanque le bâtiment de plusieurs tourelles à toits pyramidaux, avec des créneaux pour le protéger et enfin, des mâchicoulis. Des douves sont aménagées, remplies d’eaux, qui entourent parfaitement l’édifice. Charles V fait aussi rebâtir les restes d’un palais fortifié. Il fait aussi reconstruire la façade d'entrée et restructurer les anciennes salles. Enfin, des tours rondes et rectangulaires à toit pyramidal, et qui servent d’habitation sont aménagées.
Mais c’est surtout Charles VI, son successeur terminant les travaux en 1388, qui y réside plus longuement, avec son épouse, Isabeau de Bavière. En 1391, déjà atteint de démence, il est enfermé dans le château dans une chambre, avec une grille de fer. Payen de Flacourt précise « le balcon était défendu par une grille de fer au pied de laquelle se trouvait, dit-on, un orchestre spacieux où divers instruments dissipaient chaque jour sa mélancolie ». Il faut noter que la véracité de ce récit pose problème si, comme l’affirme Claude Gauvard et d’autres historiens, la première crise de démence de Charles VI est celle de la forêt du Mans en 1392.
En 1434, le château tombe sous possession anglaise dans le cadre de la guerre de Cent Ans, repris rapidement par Charles VII qui l’assiège avec Louis le dauphin, La Hire, le connétable de Richemond, et Charles d’Anjou. Objets de nombreux changements de camps, il restera dans le domaine royal jusqu'en 1441.

### Époque moderne

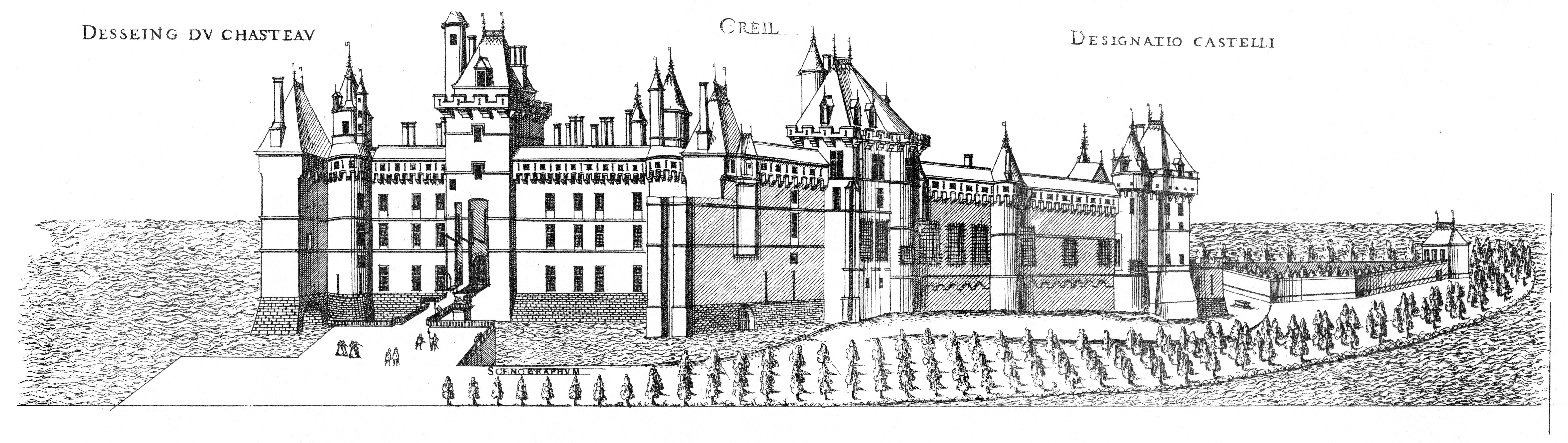
Description (1576) d'Androuet du Cerceau du château de Creil hérité des Valois.

Le château reste dans le domaine de la couronne jusqu’à François Ier qui l’offre à Marguerite de Navarre. L’architecte de Catherine de Médicis, Jacques Ier Androuet du Cerceau, le dessine dans les plus excellent bâtiments de France et voici la citation associée à l’image :

« Ce bâtiment est assis en une petite île, dans la rivière d’Oise, en Picardie à deux lieues de Senlis et douze de Paris. Joignant icelui et la ville fort petite du même nom. Le lieu est très-bien bâti, mais modernement. L’on tient que le roi Charles Quint le commença et qu’il fut parachevé par les prédécesseurs de la maison de Bourbon. Depuis, feu madame la régente s’y tenait de fois à autre. Il y a aussi des jardinages, néanmoins de peu d’étendue. Quant audit bâtiment, il est d’assez grand monstre, mais un peu obscur dedans, la cours d’icelui étant bien petite, comme vous voyez par le plan que je vous en ai ici dessiné. Dans cette cour, il y a certaines figures entre lesquelles  est un Cerfvollant, ayant une ceinture en son col, où est écrit ce mot "Espérance". En la même cour, des frises sont les armes de France et de Bourbon. Pour le regard du contenu de tout le lieu, vous en aurez la connaissance tant par le plan que l'élévation.». Sur la version numérique de Gallica du document, une annotation anonyme, datant probablement de la fin du XVIIe siècle ou du XVIIIe siècle, précise : « Creil est à 2 heures de Senlis, et à peu près -mot peu lisible- au dessus de Chantilly il -mot peu lisible- de l'ancienne fortification qu'une tour et du château que la situation dans une île au milieu de l'Oise. Le Sable de Creil forme une petite branche du commerce en servant à la manufacture des glaces de Saint Gobin ». C'est cette dernière information sur la manufacture royale de glaces de Saint Gobain qui indiquerait une date approximative. »

Pendant la guerre des Huguenots en 1567, les reliques de Saint-Evremont sont profanées. Creil fera à nouveau parti du comté de Clermont entre 1569 et 1704 avant d’être vendu au prince de Condé, Henri-Jules de Bourbon. Au début du XVIIe siècle, Damien de Templeux, auteur d’une description géographique de la Beauvaisis, explique que dans la chapelle du château, Pierre de Bourbon et son épouse, Anne de Beaujeu étaient représentés en posture « de suppliants ». Payen de Flacourt décrit « devant eux, un cerf-volant et une couronne de lys avec ce seul mot : Espérance, parce que, dit notre historien [ici, Damien de Templeux], la famille des Bourbons devrait retrouver cette ancienne seigneurie ainsi que le trône de France. […] Les murailles étaient peintes en camaïeu et les hautes solives des planchers teintes en rouge. On avait pratiqué de larges cheminées dans l’épaisseur des murs. »
Au cours des XVIIe siècle et XVIIIe siècle, malgré quelques visites royales, les différents princes propriétaires du château le délaisse et celui-ci, non entretenu, commence à se dégrader.

### Époque contemporaine
Le 9 février 1782, la seigneurie, qui était entrée dans les propriétés des Princes de Condé en 1706, est vendue à Pierre Juéry, procureur du roi à Creil. La ruine du château royal s'accélère et plusieurs parties sont en grande partie détruites. Sur une partie de l'aile ouest, le maire de Creil, Jules Juillet, entre 1846 et 1868, y fait bâtir sa maison, qui devient un cabinet de curiosité pour les amateurs d'objets anciens. L’église collégiale Saint-Évremont, située juste devant l'entrée du château, devient une manufacture dans la première partie du XIXe siècle.
En 1901, la municipalité décide d'abattre la collégiale, l'aile nord et l'aile nord-est du château, malgré les protestations des érudits locaux, pour y bâtir le nouvel hôtel-de-ville.
Ce qui restait du château est classé parmi les monuments historiques depuis le 17 décembre 1923. 

## Description
Le château royal de Creil fait partie en 1576 des « Plus excellents bâtiments de France » de l'architecte Jacques Androuet du Cerceau.
Construite en pleine île Saint-Maurice, une tour d'angle précède la partie authentique de l'édifice : un corps de bâtiment des XIIIe et XIVe siècles, dont les baies, datées de Charles V, demeurent encadrées de colonnettes à chapiteau.
À l'angle de la maison, côté jardin, la base d'une des tours rectangulaires, qui accueillaient les appartements du château, est devenue une terrasse. À l'arrière, face à l'Oise, sont encore visibles les restes de deux tours rondes du XIIIe siècle, arasées au-dessus du rez-de-chaussée. Par chance cependant subsiste une tour quasi intacte. Elle se dresse en retrait de l'hôtel de ville, au bord du petit bras de l'Oise.
Après un premier « palais », situé plus haut sur l'île, c'est donc un véritable château que les rois ont fait construire. Complété par l'enceinte urbaine, dont une tourelle coiffe encore l'école de musique et de danse, toute proche, celui-ci, peut-être créé par Philippe Auguste, acquiert un rôle majeur pendant la guerre de Cent Ans.
Charles V (1337-1380) fait transformer et renforcer le château de manière à mieux contrôler le cours de l'Oise. Conservant les tours rondes du XIIIe siècle, il leur adjoint de fortes tours rectangulaires à usage de logis mais couronnées de mâchicoulis, fait reconstruire la façade d'entrée et restructurer les anciennes salles. Lancé avant 1377, le chantier s'achève en 1388 sous Charles VI (1368-1422). Jusqu'en 1778 d'ailleurs, l'on pouvait voir la chambre, au balcon fermé par des barreaux, où le roi malade avait été gardé.
Le château devient propriété des princes de Carignan-Soissons en 1644 ; il est vendu par le prince de Carignan Emmanuel-Philibert de Savoie en 1702 à Françoise de Brancas, comtesse d'Harcourt, puis racheté par le prince de Condé en 1706. Celui-ci délaisse le château, se contentant d'exploiter les terres qui jouxtent les siennes de Chantilly. Les Condé le revendent en 1782 à Pierre Juéry, procureur du roi, qui commence à le démanteler.
La municipalité achèvera sa démolition en abattant en 1901 la maîtresse tour d'entrée pour construire le nouvel hôtel de ville.

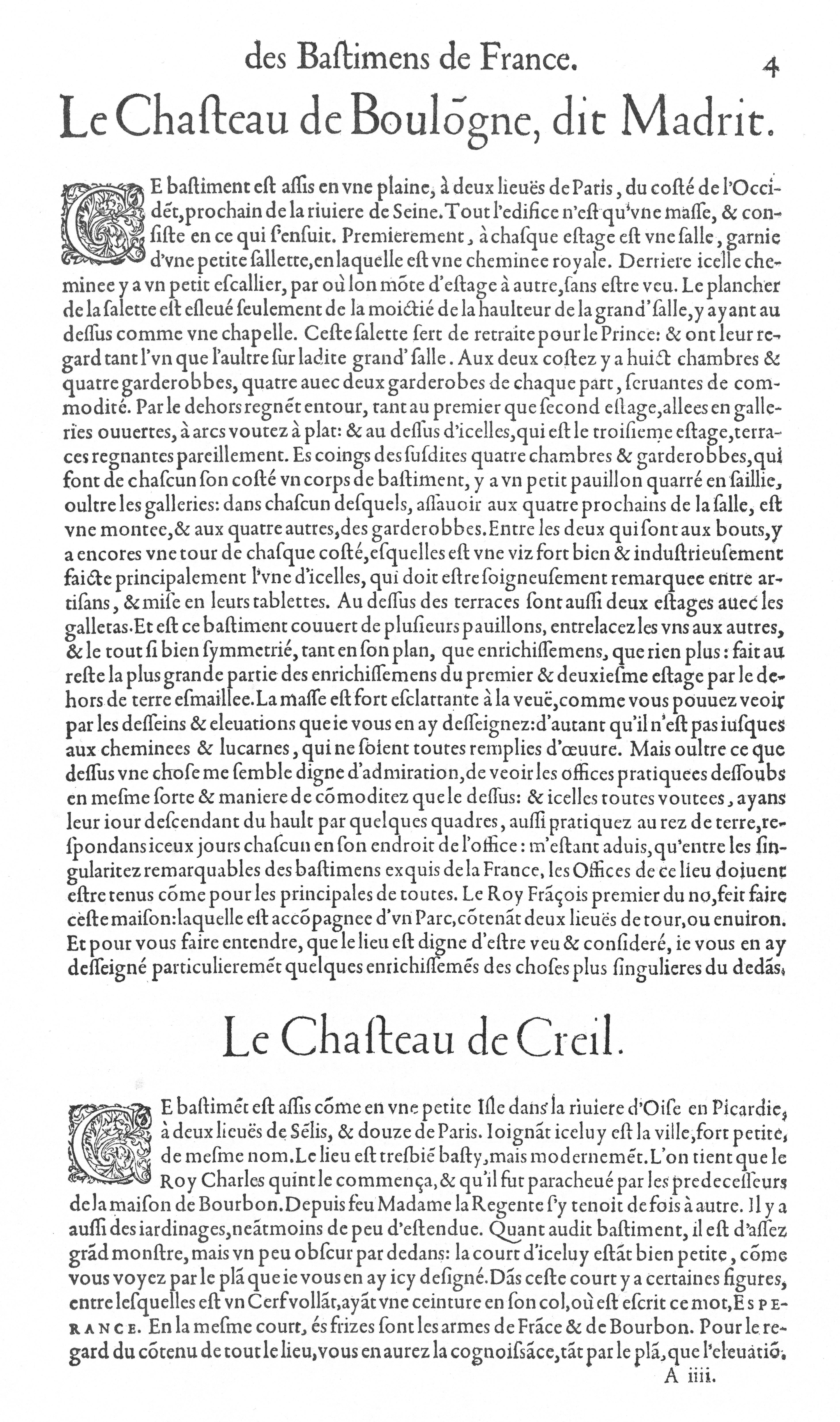
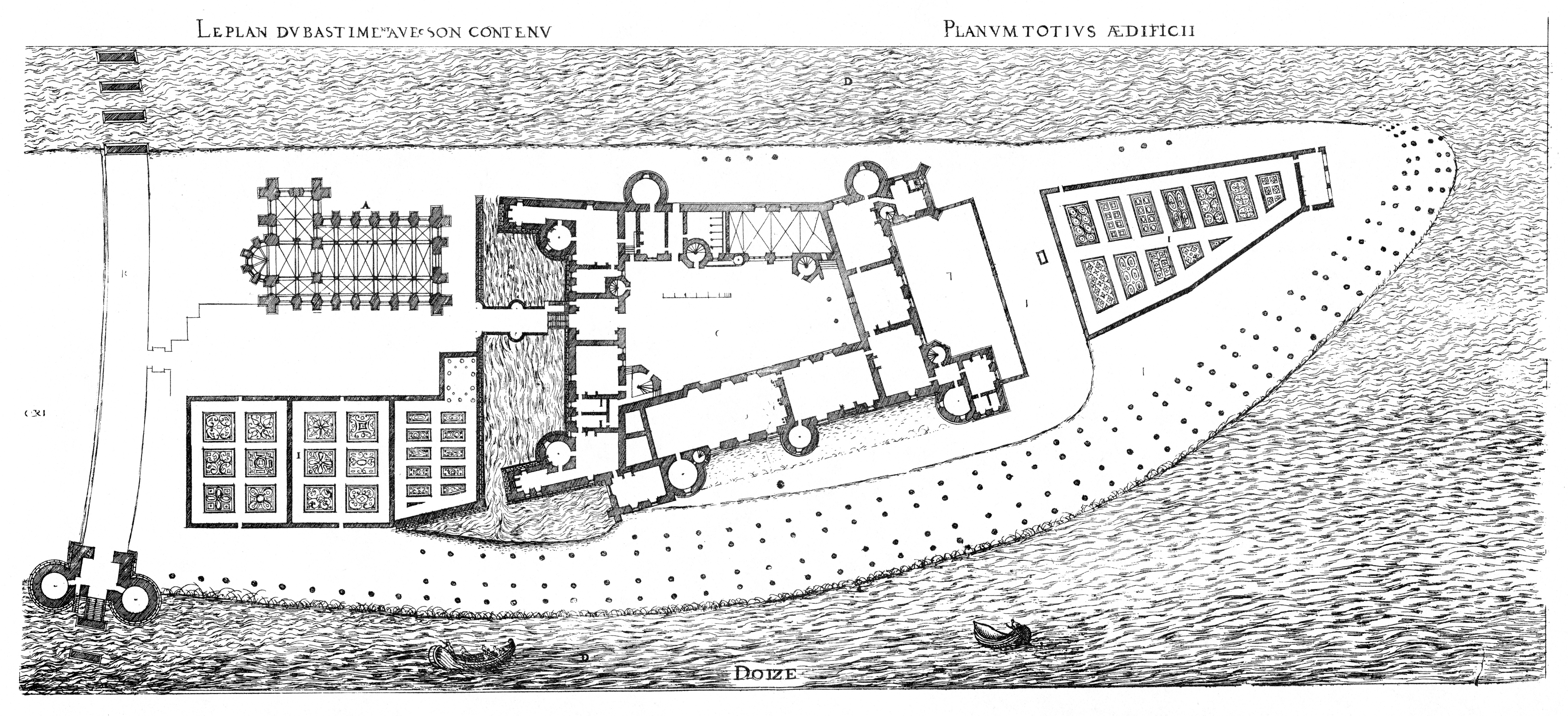
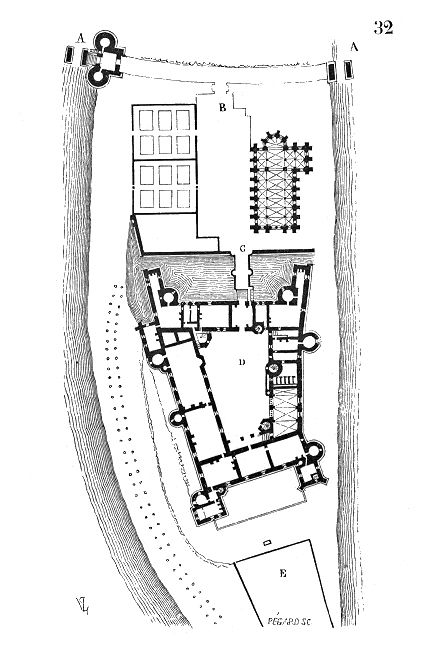
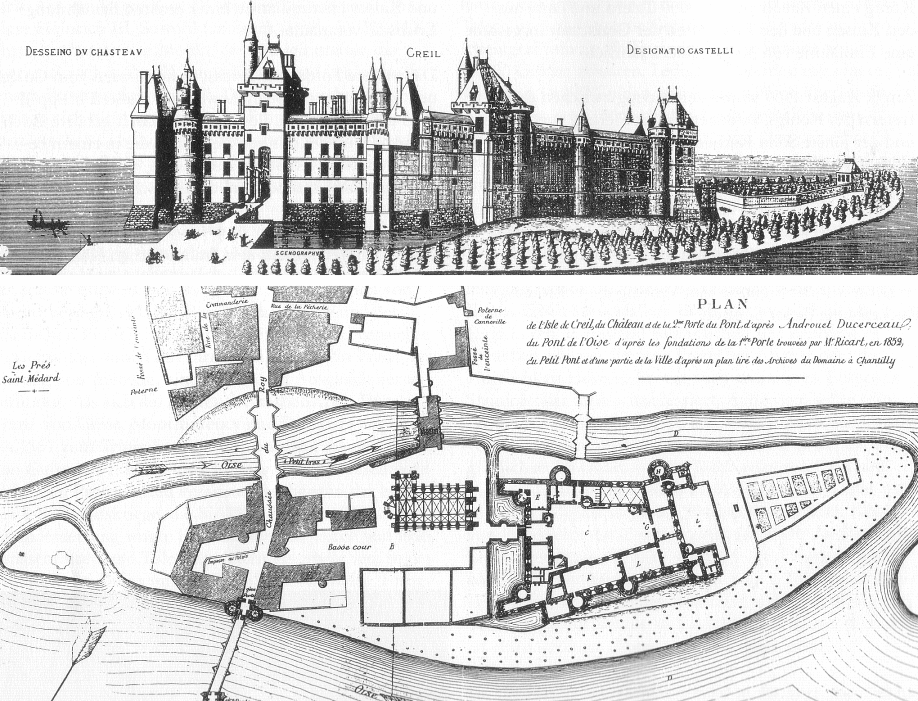
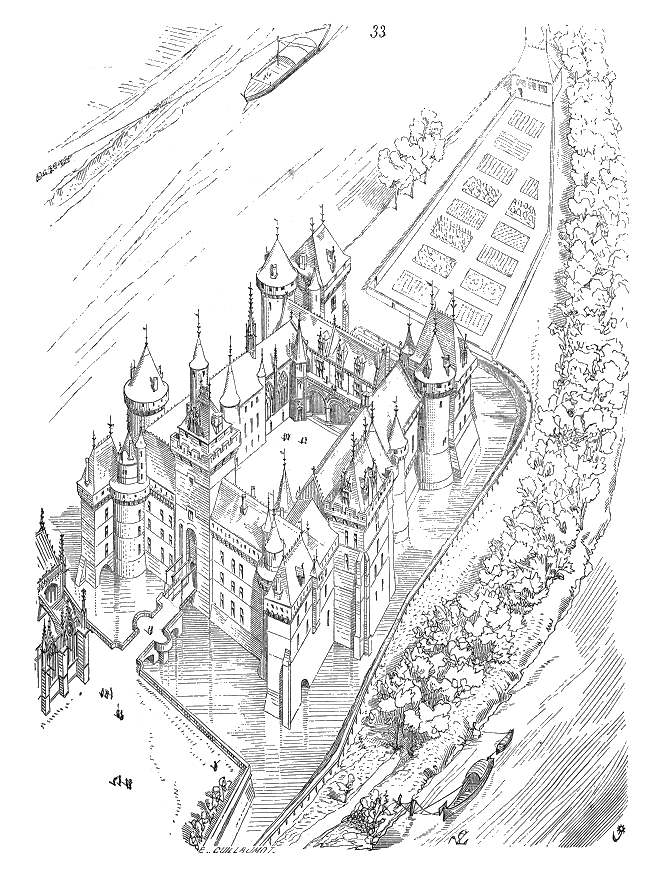
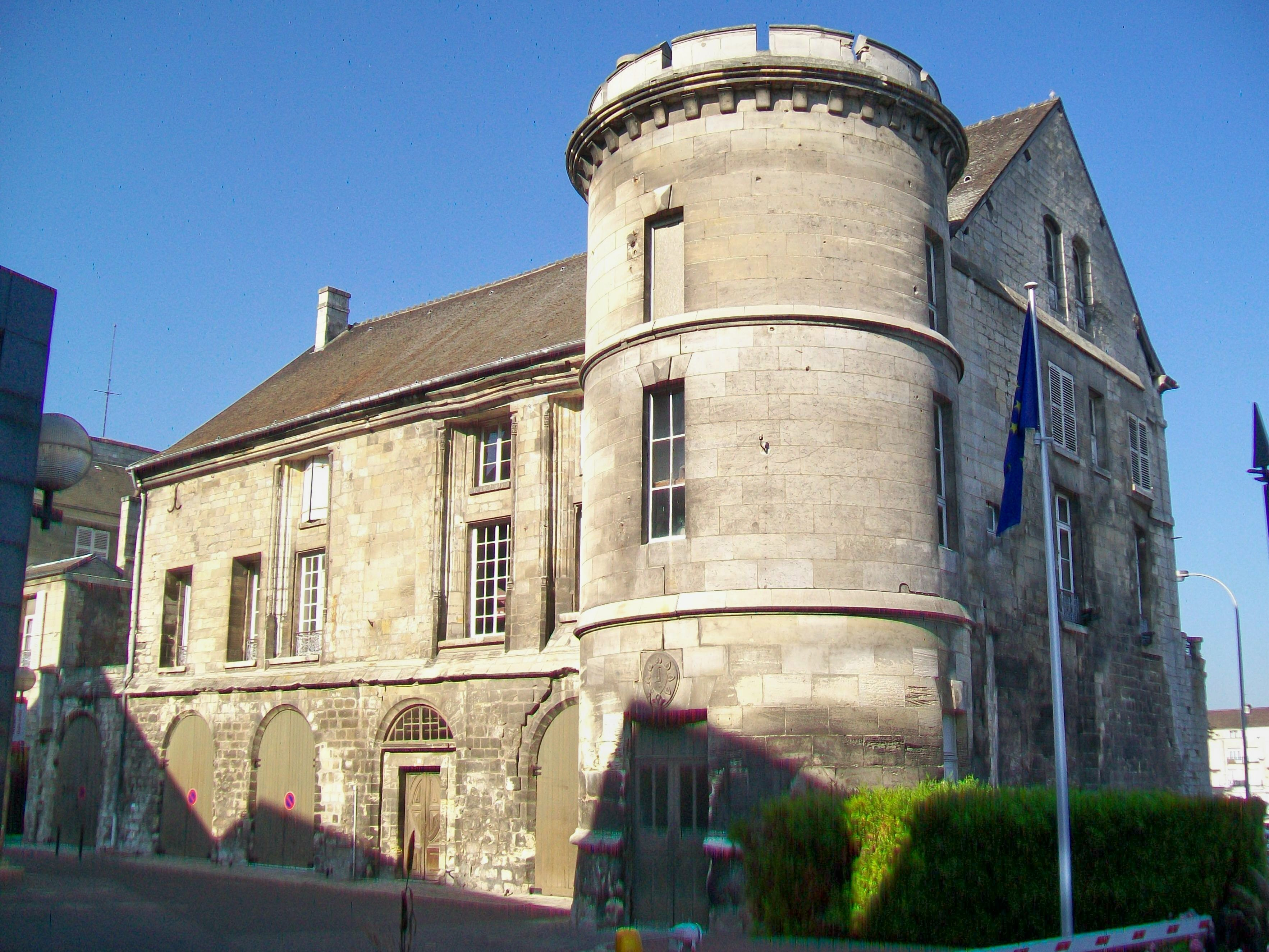

## Protection
Les restes de l'ancien château font l’objet d’un classement au titre des monuments historiques par arrêté du 17 décembre 1923.
En 2018, la ville de Creil obtient pour le château le label « Année Européenne du Patrimoine ». La ville cherche par ce moyen à revaloriser ce patrimoine en lançant des projets de restauration du lieu.

## Visites
Il ne subsiste aujourd'hui de ce château que l’angle sud avec une tour faisant face au bras de l’Oise et le rez-de-chaussée voûté de l'aile ouest, qui a appartenu à la famille Gallé. Cette demeure est offerte à la commune en 1929 et abrite le musée Gallé-Juillet. L'île Saint-Maurice se situe en plein centre actuel de la ville de Creil, accessible en une dizaine de minutes à pied depuis la gare et non loin de l'église Saint-Médard.